# Rhyothemis aterrima
Rhyothemis aterrima е вид водно конче от семейство Libellulidae. Видът не е застрашен от изчезване.

## Разпространение
Разпространен е в Бруней, Виетнам, Индонезия (Калимантан и Суматра) и Малайзия (Западна Малайзия, Сабах и Саравак).